# Parapyxidognathus
Parapyxidognathus is een geslacht van kreeftachtigen uit de klasse van de Malacostraca (hogere kreeftachtigen).

## Soort
- Parapyxidognathus deianira (de Man, 1888)